# Tántalo (elemento)
El tántalo, también conocido como tantalio, es un elemento químico de número atómico 73, que se sitúa en el grupo 5 de la tabla periódica de los elementos. Su símbolo es Ta. Se trata de un metal de transición raro, azul grisáceo, duro, que presenta brillo metálico y resiste muy bien la corrosión. Se encuentra en el mineral tantalita. Es fisiológicamente inerte, por lo que entre sus variadas aplicaciones, se puede emplear para la fabricación de instrumentos quirúrgicos y en implantes.
El tántalo es una elección razonable cuando se requiere una alta resistencia a la corrosión. Aunque el tántalo no sea un metal noble, es comparable a estos en lo que respecta a la resistencia química. Además, el tántalo es muy fácil de conformar, incluso netamente por debajo de la temperatura ambiente, a pesar de su estructura cristalina cúbica centrada en el espacio. La resistencia a la corrosión del tántalo lo convierte en un material valioso en un gran número de aplicaciones químicas. Este material «inflexible» se utiliza, por ejemplo, para producir intercambiadores de calor para el sector de la construcción de aparatos, carros de carga para la construcción de hornos, implantes para la tecnología médica y componentes de capacitores para la industria electrónica.

## Historia
El tántalo fue descubierto en Suecia en 1802 por Anders Gustaf Ekeberg, en dos muestras minerales; una de Suecia y la otra de Finlandia. Un año antes, Charles Hatchett había descubierto el columbio (hoy niobio), y en 1809 el químico inglés William Hyde Wollaston comparó su óxido, columbita con una densidad de 5.918 g/cm3, con la del tántalo, tantalita con una densidad de 7.935 g/cm3. Concluyó que los dos óxidos, a pesar de su diferencia en la densidad medida, eran idénticos y mantuvo el nombre de tántalo. Después de que Friedrich Wöhler confirmara estos resultados, se pensó que el columbio y el tántalo eran el mismo elemento. Esta conclusión fue discutida en 1846 por el químico alemán Heinrich Rose, quien argumentó que había dos elementos adicionales en la muestra de tantalita, y los nombró en honor a los hijos de Tántalo: niobio (de Niobe, la diosa de las lágrimas), y pelopio (de Pélope). El supuesto elemento "pelopium" se identificó posteriormente como una mezcla de tántalo y niobio, y se descubrió que el niobio era idéntico al columbio ya descubierto en 1801 por Hatchett.
Las diferencias entre el tántalo y el niobio fueron demostradas inequívocamente en 1864 por Christian Wilhelm Blomstrand, y Henri Etienne Sainte-Claire Deville, así como por Louis J. Troost, que determinó las fórmulas empíricas de algunos de sus compuestos en 1865. Otra confirmación vino del químico suizo Jean Charles Galissard de Marignac, en 1866, que demostró que sólo había dos elementos. Estos descubrimientos no impidieron que los científicos publicaran artículos sobre el llamado ilmenio hasta 1871. De Marignac fue el primero en producir la forma metálica del tántalo en 1864, cuando redujo el cloruro de tántalo calentándolo en una atmósfera de hidrógeno. Los primeros investigadores sólo habían podido producir tántalo impuro, y el primer metal dúctil relativamente puro fue producido por Werner von Bolton en Charlottenburg en 1903. Los alambres fabricados con tántalo metálico se utilizaron para los filamentos de las bombillas hasta que el tungsteno lo sustituyó en su uso generalizado.
El nombre de tántalo deriva del nombre del mitológico Tántalo, hijo de Júpiter y padre de Niobe en la mitología griega. En la historia, sufrió un castigo mítico por entregarles la bebida de los dioses (la ambrosía) a los humanos, después de la muerte Zeus lo condenó a la sed eterna y así debía permanecer de pie hasta las rodillas en el agua con una fruta perfecta que crecía por encima de su cabeza, lo que lo tentaba eternamente. (Si se inclinaba para beber el agua, ésta se escurría por debajo del nivel que podía alcanzar, y si alcanzaba la fruta, las ramas se alejaban de su alcance.) Anders Ekeberg escribió "Este metal lo llamo tántalo ... en parte en alusión a su incapacidad, cuando se sumerge en ácido, para absorberlo y ser saturado."
Durante décadas, la tecnología comercial para separar el tántalo del niobio implicaba la cristalización fraccionada del heptafluorotantalato de potasio a partir del oxipentafluoroniobato de potasio monohidratado, un proceso que fue descubierto por Jean Charles Galissard de Marignac en 1866. Este método ha sido sustituido por la extracción con disolventes a partir de soluciones de tántalo que contienen flúor.

## Características principales
El tántalo es un metal gris, brillante, pesado, dúctil, de alto punto de fusión, buen conductor de la electricidad y del calor y muy duro. Es muy resistente al ataque por ácidos; se disuelve empleando ácido fluorhídrico o mediante fusión alcalina. Es muy parecido al niobio y se suele extraer del mineral tantalita, que en la naturaleza aparece generalmente formando mezclas isomorfas con la columbita que se conocen con el nombre de coltán.
Alcanza el máximo estado de oxidación del grupo +5.

## Ocurrencia

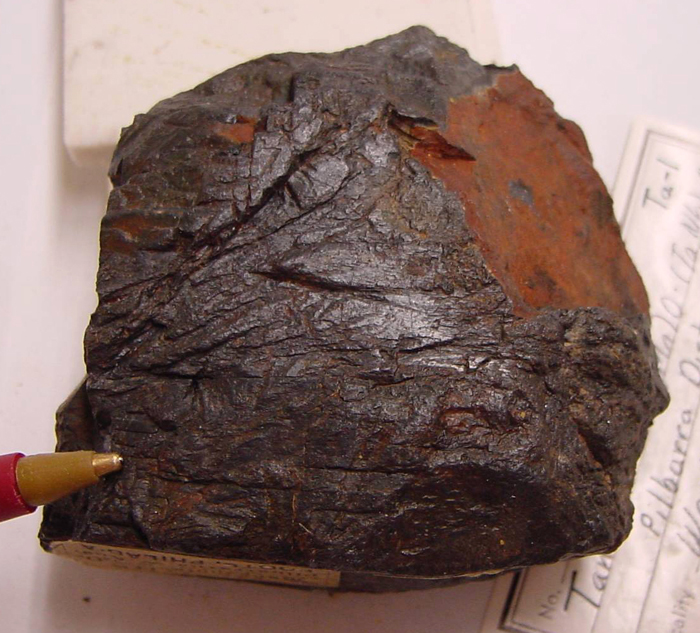
Tantalita, distrito de Pilbara, Australia

Se estima que el tántalo constituye aproximadamente 1 ppm o 2 ppm de la corteza terrestre por peso. Hay muchas especies de minerales de tántalo, solo algunos de los cuales hasta ahora están siendo utilizados por la industria como materia prima: tantalita (una serie que consta de tantalita-(Fe), tantalita-(Mn) y tantalita-(Mg) ) microlita (ahora un nombre de grupo), wodginita, euxenita (en realidad euxenita-(Y)), y policrasa (en realidad policrasa-(Y)). Tantalita ( Fe, Mn)Ta2O6 es el mineral más importante para la extracción de tántalo. La tantalita tiene la misma estructura mineral que la columbita (Fe, Mn) (Ta, Nb)2O6; cuando hay más tántalo que niobio se llama tantalita y cuando hay más niobio que tántalo se llama columbita (o niobita). La alta densidad de tantalita y otros minerales que contienen tántalo hace que el uso de separación por gravedad sea el mejor método. Otros minerales incluyen samarskita y fergusonita.

## Aplicaciones

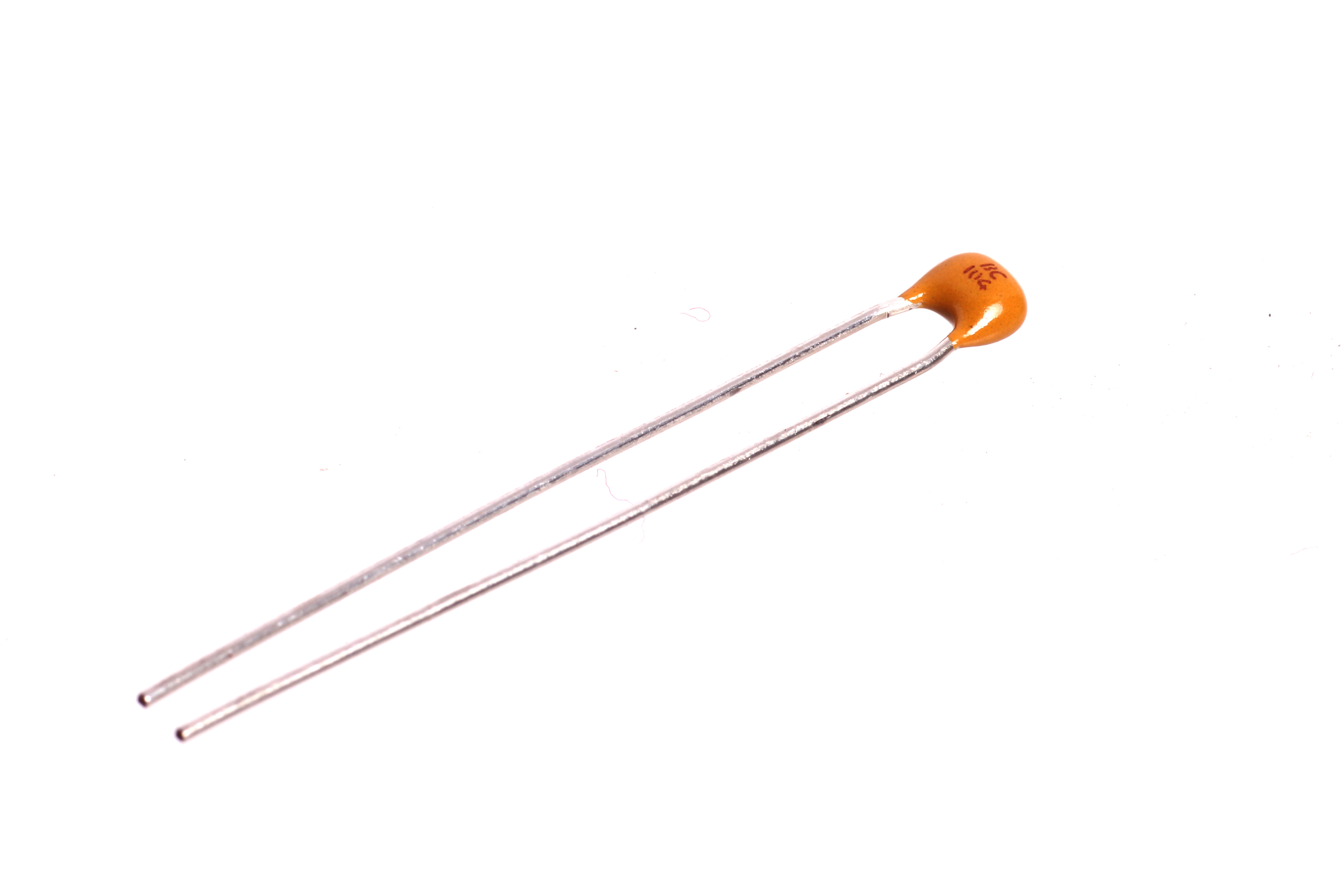
Capacitor de tántalo.

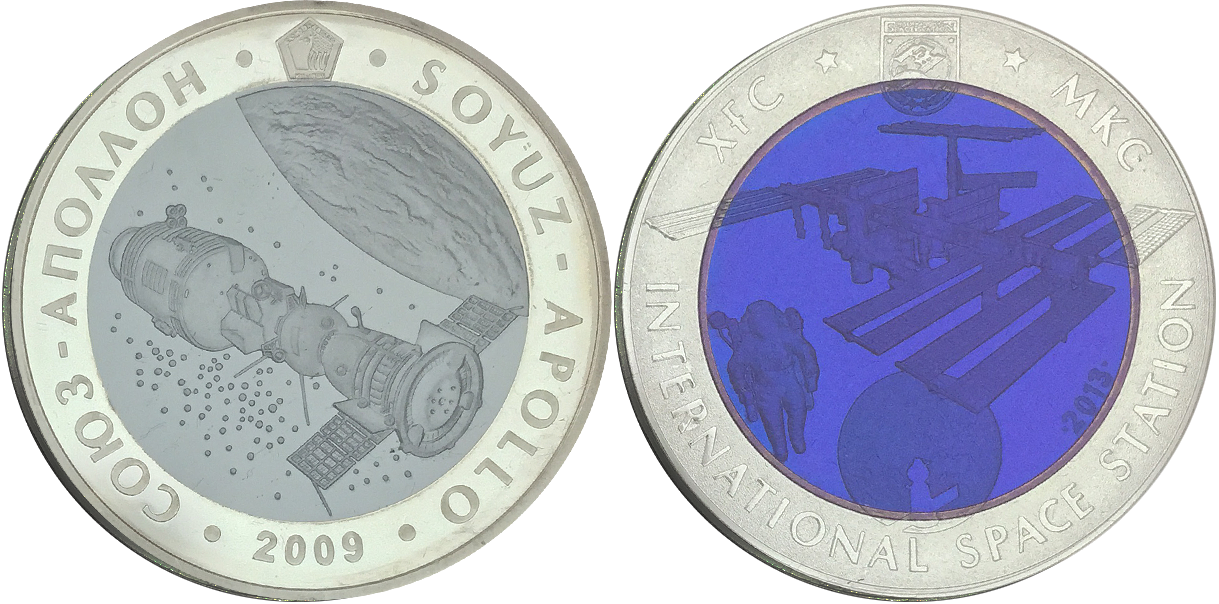
Monedas bimetálicas con centro de tántalo emitidas por el banco de Kazajistán. La primera imagen en estado original y la segunda coloreado en azul violáceo.

Se utiliza casi exclusivamente en la fabricación de condensadores electrolíticos de tántalo; por tanto, es un componente esencial de los dispositivos electrónicos muy compactos (Sin este elemento, el tamaño de los dispositivos portátiles de hoy en día no serían posible): teléfonos móviles, GPS, satélites artificiales, armas teledirigidas, televisores de plasma, videoconsolas, ordenadores portátiles, PDAs, MP3, MP4, etc. También se usa para la transferencia de calor en equipos de producción de la industria química. Es importante ya que se agrega a los aceros austeníticos. Los aceros inoxidables austeníticos contienen cromo y níquel, al agregar elementos como molibdeno, titanio o cobre, se pueden cambiar las propiedades del acero. Estas modificaciones pueden hacerlo adecuado para aplicaciones de alta temperatura o aumentar su resistencia a la corrosión. El tántalo se compara (respecto de la corrosión) únicamente con el oro y el platino.
Este elemento es muy buen conductor lo que lo vuelve más efectivo a la hora de crear capacitores, superando a los tradicionales de aluminio , sin que esta condición implique el calentamiento de la placa que asegura la circulación.
El Ta2O5-SiO2 es utilizado como catalizador en la síntesis de butadieno a partir de etano.
En los últimos años el tántalo se ha introducido también en el mercado numismático de la moneda de colección, siendo Kazajistán el primer país del mundo en acuñar monedas realizadas con tántalo tanto en su estado natural como coloreado mediante diferentes métodos de oxidación que logran alterar su color original.
También se utiliza en implantes de rodilla, cadera y columna, siendo la Compañía Zimmer Biomet (Warsaw,IN,EE. UU.) el fabricante con mucha masa.
No se ha detectado contaminación relacionada con el uso humano del elemento.

## Producción
El tántalo se extrae del coltán (columbita + tantalita), cuyo mayor productor es la República Democrática del Congo, con cerca del 9 % de las reservas mundiales estimadas.
Forma parte del grupo de minerales de conflicto llamado 3TG, compuesto por la casierita, la wolframita, el coltán y el oro. Este grupo de minerales es más conocido por las siglas en inglés de sus metales derivados más utilizados: tin (estaño), tungsten (tungsteno), tantalum (tántalo) y gold (oro). Tanto los minerales como los metales derivados son recursos críticos para las industrias como la electrónica, la automotriz o la aviación; y son regulados por legislaciones de alcance internacional como la ley estadounidense Dodd Frank (sección 1502) o la Regulación de los Mienerales de Conflicto de la UE debido a que en numerosas ocasiones estos minerales se extraen en zonas de conflicto y sirven para financiar y perpetuar estos conflictos.

## Tántalo en Argentina
En la Argentina existe este elemento en forma de coltan (tantalita - columbita) en las sierras cordobesas donde se comprobó que su pureza es de casi el 100%; también es muy probable que esté presente en más zonas del norte de Cuyo, algunos tramos de Santiago del Estero y en distintas elevaciones y macizos de Tucumán. La existencia de este mineral en la Argentina va de la mano de otras riquezas que ostenta el país.
Existen antecedentes históricos de producción de tántalo para uso siderúrgico en San Luis y Córdoba. El tántalo es la materia prima crítica de mayor importancia económica según la última evaluación de materias primas críticas de la Comisión Europea y, se prevé que continúe aumentando su demanda.

## Efectos del tántalo sobre la salud y el medio ambiente
Puede ser dañino por inhalación, ingestión o contacto con la piel, provoca irritación de los ojos. No se han documentado efectos adversos sobre la salud de trabajadores expuestos industrialmente al tántalo. El tántalo metálico es inerte. El tántalo es tóxico para el medio ambiente, por ende se debe descartar con toda precaución.